# Thälmannberge
Die Thälmannberge (russisch горы Тельман Gory Telman) sind eine Gruppe von Bergen im ostantarktischen Königin-Maud-Land. Sie ragen zwischen dem Gletscher Flogeken und dem Vestre Skorvebreen im Mühlig-Hofmann-Gebirge auf.
Kartiert wurden sie anhand von Vermessungen und Luftaufnahmen der Dritten Norwegischen Antarktisexpedition (1956–1960). Eine neuerliche Kartierung und die Benennung nahmen Teilnehmer einer sowjetischen Antarktisexpedition im Jahr 1961 vor. Namensgeber ist der deutsche Kommunistenführer Ernst Thälmann (1886–1944). Vermutlich entsprechen die Berge derjenigen Gruppe, die bei der Deutschen Antarktischen Expedition 1938/39 unter der Leitung des Polarforschers Alfred Ritscher als Gruberberge benannt wurde.